# Liste von Persönlichkeiten der Stadt Duderstadt
Die Liste von Persönlichkeiten der Stadt Duderstadt enthält Personen, die in der Geschichte der niedersächsischen Stadt Duderstadt im Landkreis Göttingen eine nachhaltige Rolle gespielt haben. Es handelt sich dabei um Persönlichkeiten, die Ehrenbürger der Stadt waren oder noch sind, in Duderstadt und den heutigen Ortsteilen geboren oder gestorben sind oder hier gewirkt haben.
Für die Persönlichkeiten aus den in die Stadt Duderstadt eingemeindeten Ortschaften siehe auch die entsprechenden Ortsartikel.

## Ehrenbürger
- Ludwig Karl Hartmann, Kreisgerichtsdirektor in Glogau (12. Mai 1857)
- Georg Kardinal von Kopp, Fürstbischof von Breslau (18. August 1887)
- Fritz Biermann, Senator in Bremen, Großfabrikant, Kommerzienrat (1. Februar 1914)
- Rudolf Bank, Propst, bischöflicher Kommissarius, Prälat, Stadtpfarrer von Duderstadt (1. Dezember 1918)
- Franz Hollenbach, Fabrikant (17. Mai 1958)
- Max Näder, Unternehmer (1990)
- Hans Georg Näder, Unternehmer (3. September 2011)
- Wolfgang Nolte, Bürgermeister der Stadt Duderstadt (31. Oktober 2019)

## Söhne und Töchter der Stadt
- Albrecht Kunne (≈ 1430–1520), Lehrling Gutenbergs und Inkunabeldrucker in Memmingen (1480–1520)
- Herwig Böning (1640–1722), römisch-katholischer Priester
- Johann Bartholomäus von Busch (1680–1739), Professor der Rechte in Heidelberg, Diplomat und Vizekanzler der Kurpfalz
- Ludwig Philipp Behlen (1714–1777), römisch-katholischer Priester und Weihbischof des Erzbistums Mainz
- Leopold von Kaisenberg (1766–1835), Gutsbesitzer, Jurist, Beamter und Abgeordneter der Reichsstände des Königreichs Westfalen und des Provinziallandtages der Provinz Sachsen
- Ludwig Karl Hartmann (1787–1871), Preußischer Geheimer Justizrat, Ritter des Roten Adlerordens 1. Klasse
- Gustav Glubrecht (1809–1891), Oberbürgermeister von Schweidnitz
- Gustav Schmidt (1829–1892), Historiker
- Louis Krell (1832–1919), Orgelbauer
- Louis Hackethal (1837–1911), Erfinder des Hackethaldrahts, an der Entwicklung des deutschen Telegraphen- und Fernsprechwesens beteiligt
- Georg von Kopp (1837–1914), Fürstbischof von Breslau und Kardinal
- Heinrich Weber (1839–1913), geboren in Esplingerode, Portrait- und Genremaler
- Theodor Barth (1849–1909), Reichstagsabgeordneter
- Eduard Ey-Steineck (1849–1931), preußischer Generalmajor
- Rudolf von dem Hagen (1849–1934), Jurist und Politiker
- Otto Strecker (1862–?), Senatspräsident am Reichsgericht
- Otto Rust (1871–1945), römisch-katholischer Geistlicher und Erzpriester. Er gilt als Märtyrer des 20. Jahrhunderts
- Heinrich Ziesing (1881–1924), Kommunalpolitiker
- Andreas Dornieden (1887–1976), geboren in Westerode, Politiker (NSDAP), Bürgermeister von Duderstadt
- Walter Meyerhoff (1890–1977), Landgerichtspräsident und Politiker der CDU
- Franz Hackethal (1891–1966), von 1945 bis 1956 erster Regierungspräsident in Münster nach dem Zweiten Weltkrieg
- Hans Ballhausen (1894–1980), deutscher Pädagoge, Verlagslektor und Herausgeber
- Karl August Poth (1895–1960), deutscher Politiker (SPD) und Mitglied des Niedersächsischen Landtages
- Wilhelm Käber (1896–1987), Politiker (SPD), MdL (Schleswig-Holstein)
- Heinrich Engelhardt (1922–2003), geboren in Nesselröden, Politiker (CDU), Mitglied des Landtags von Niedersachsen
- Heribert Busse (1926–2024), Islamwissenschaftler
- Elmar Brohl (* 1935), Architekt und Historiker
- Hermann Bringmann (1936–2001), Sportpädagoge, Sportfunktionär und Verwaltungsbeamter
- Lothar Koch (1939–2023), Politiker (CDU), Mitglied des Niedersächsischen Landtages
- Bernd Windhausen (1942–2014), Stürmer in der Fußball-Bundesliga: von 1967 bis 1969 beim 1. FC Kaiserslautern, von 1969 bis 1971 bei Werder Bremen
- Helmut Mecke (* 1945), Herausgeber, Drucker, Verleger
- Hans-Georg Aschoff (* 1947), Historiker
- Wolfgang Nolte (* 1947), Kommunalpolitiker (CDU), Bürgermeister von Duderstadt
- Hans-Georg Joost (* 1948), Pharmakologe
- Hans Lilie (* 1949), Rechtswissenschaftler und Hochschullehrer
- Wolfgang Windhausen (1949–2022), Lyriker und Grafiker
- Joachim Albrecht (* 1950), Politiker (CDU), Mitglied im Landtag Niedersachsen
- Ulrich Joost (* 1951), Literaturwissenschaftler
- Hermann Böning (* 1959), geboren in Hilkerode, Künstler
- Thomas Gries (* 1960), Wirtschaftswissenschaftler
- Hans Georg Näder (* 1961), Geschäftsführer der in Duderstadt ansässigen Firmengruppe Otto Bock, Honorarprofessor, Entrepreneur 2003, Ehrenringträger der Stadt Duderstadt
- Thomas Ehbrecht (* 1964), Politiker (CDU), Mitglied des Landtags von Niedersachsen
- Carsten Sommer (* 1973), Bauingenieur und Verkehrsplaner
- Christoph Karrasch (* 1982), Physikprofessor
- Lea Heinrich (* 1984), Künstlerin, Illustratorin und Comiczeichnerin
- Kevin Artmann (* 1986), Fußballspieler beim Brinkumer SV

## Persönlichkeiten, die mit der Stadt in Verbindung stehen
- Johannes Creutzburg (1686–1738), Orgelbaumeister in Mitteldeutschland während der Barockzeit, starb in Duderstadt
- Caspar Heinrich Matthias von Korff gen. Schmising zu Tatenhausen (1687–1765), Landdrost im Hochstift Münster, starb in Duderstadt
- Johann Joseph Adam Homeyer (1786–1866), Kirchenmusiker und Organist
- Louis Hackethal (1837–1911), Telegraphendirektor, Erfinder des Hackethaldrahtes
- Andreas Dornieden (1887–1976), Bürgermeister (NSDAP) von 1933 bis 1945
- Lode van der Linden (1888–1960), Professor, akademischer Maler und Architekt belgischer Nationalität, Aufenthalt in Duderstadt von 1917 bis 1927 und von 1944 bis 1950, Maler zahlreicher Bilder über Duderstadt und Umgebung
- Joseph Müller (1894–1944), Priester und Märtyrer, war von 1922 bis 1924 als Kaplan in der katholischen Propsteigemeinde St. Cyriakus tätig. Er wurde von den Nationalsozialisten 1944 hingerichtet.
- Herbert Blaschke (1901–1973), Kunstmaler, Graphiker, Staffierer, Restaurator und Leiter des Heimatmuseums Duderstadt,  Schöpfer zahlreicher Kunstwerke in Duderstadt und Umgebung
- Karl Hackethal (1901–1990), Oberlandwirtschaftsrat und Politiker (CDU), Mitglied des Landtages in Niedersachsen von 1951 bis 1957, Mitglied des Bundestages von 1957 bis 1961, Kreistagsabgeordneter des Landkreises Duderstadt (DUD) von 1948 bis 1968, Ratsherr der Stadt Duderstadt, Träger des Bundesverdienstkreuzes 1. Klasse
- Matthias Gleitze (1902–1989), Oberkreisdirektor des Landkreises Duderstadt von 1948 bis 1967, Kreistagsabgeordneter des Landkreises Duderstadt von 1968 bis 1972, Ratsherr der Stadt Duderstadt von 1981 bis 1986, Ehrenbürger der Gemeinde Seeburg, Träger des Bundesverdienstkreuzes 1. Klasse
- Georg Greve (1876–1963), impressionistischer Maler, verbrachte einige Jahre seines Lebens in Duderstadt
- Heinz Sielmann (1917–2006), zusammen mit seiner Ehefrau Inge Sielmann Begründer der Heinz-Sielmann-Stiftung, Ehrenringträger der Stadt Duderstadt
- Georg Pyttel (* 1938), Langstreckenläufer, startete für den VfL Duderstadt
- Matthias Gleitze (* 27. Juli 1946 in Seeburg), Oberstudiendirektor (1998–2013), Honorarprofessor an der Staatlichen Rittmeister-Witold-Pilecki-Hochschule Oświęcim in Małopolska in Polen[1]
- Hans-Heinrich Ebeling (1954–2016), Stadtarchivar in Duderstadt (1989–2006)
- Ulrich Hussong Stadtarchivar in Duderstadt (1986–1987)